# Domènec Sugrañes i Gras

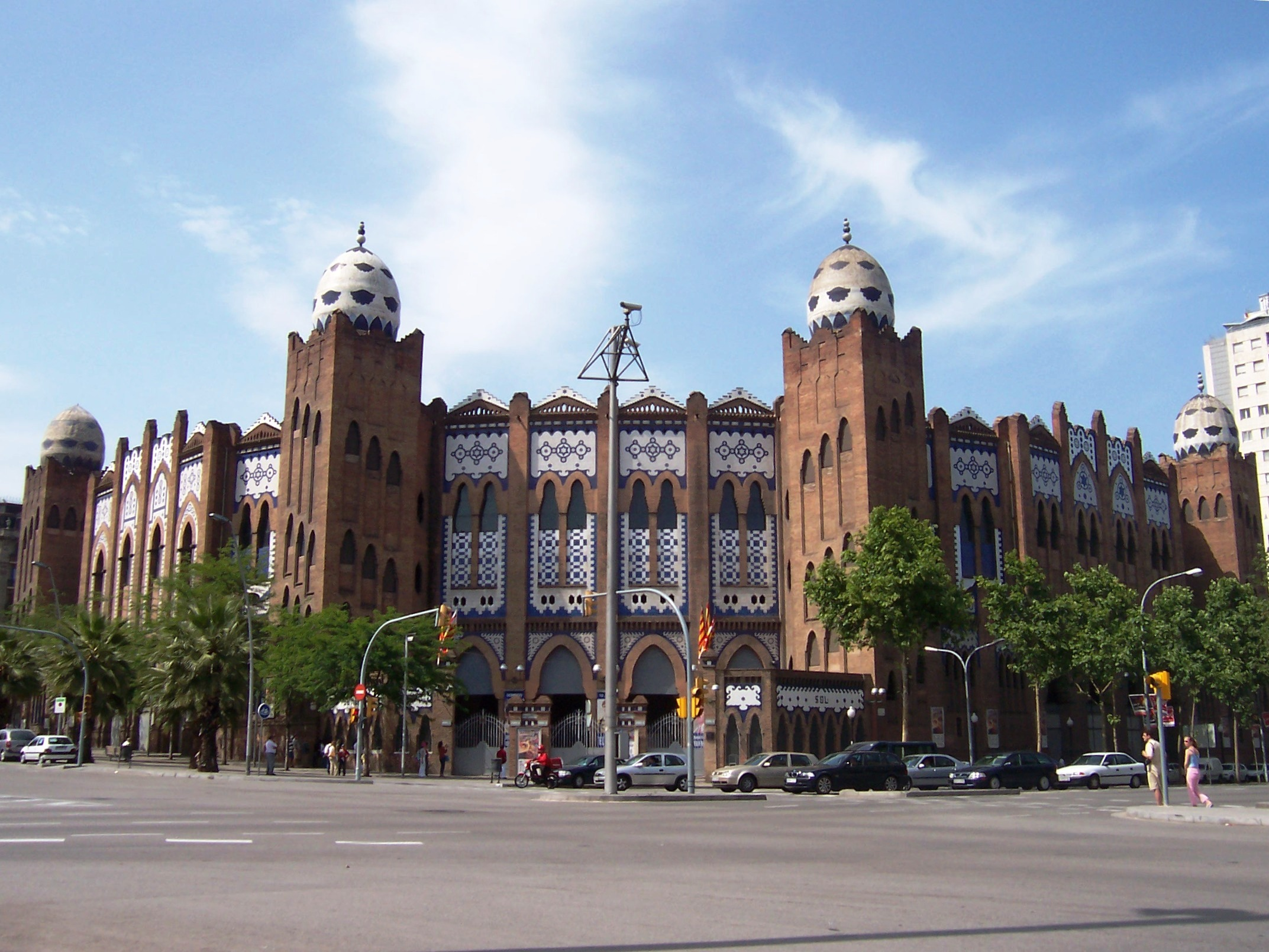
Plaza de toros Monumental de Barcelona.

Domènec Sugrañes i Gras (Reus, 12 de dezembro de 1878 - Barcelona, 9 de agosto de 1938), foi um arquitecto modernista espanhol (catalão), discípulo de Antoni Gaudí, a quem sucedeu à frente das obras do Templo Expiatório da Sagrada Família, onde terminou a fachada da Natividade. 
Sugrañes conheceu Gaudí em 1905, quando cursava o último ano de estudos de arquitectura, participando desde esse momento com o mestre nas suas obras.
Em colaboração com Gaudí, Sugrañes completou o palácio de Bellesguard com bancos de mosaico, o lava-mãos do vestíbulo e a casa dos lavradores (1917); realizou a casa de Hermenegildo Miralles, da qual Gaudí só fez a porta de entrada no recinto, com um projeto em forma de barraca valenciana (1919); e colaborou na Casa Batlló e Casa Milà. Sugrañes foi um dos homens de confiança de Gaudí, até ao ponto de este último o instituir como testamentário. 
Outras obras de Sugrañes foram:
- Praça de Touros Monumental de Barcelona (1913, com Manuel Joaquim Raspall i Mayol).
- Casa Bonet de Salou (1918).
- Edifícios Balmes 107-109 Barcelona (1922).
- Colégio de los Escolapios na rua Balmes de Barcelona (1928).
- Casa Pellicer de Reus (1928).
- Escola Pública de Capellades (1931).